# Cristián Castañeda
Cristián Alberto Castañeda Vargas (né le 18 septembre 1968 à San Vicente de Tagua Tagua au Chili) est un joueur de football international chilien, qui évoluait au poste de défenseur.

## Biographie

### Carrière en sélection
Avec l'équipe du Chili, il dispute 25 matchs (pour un but inscrit) entre 1994 et 1998. Il figure notamment dans le groupe des sélectionnés lors de la coupe du monde de 1998. Lors du mondial organisé en France, il joue un match face à l'Autriche.
Il participe également à la Copa América de 1995 avec la sélection chilienne.

## Palmarès
Universidad de Chile
- Championnat du Chili (4) :
  - Champion : 1994, 1995, 1999 et 2000.